# Wethen
Wethen ist ein Ortsteil der Stadt Diemelstadt im hessischen Landkreis Waldeck-Frankenberg.

## Geografische Lage
Wethen liegt im Osten von Diemelstadt am Naturpark Teutoburger Wald / Eggegebirge. Landwirtschaftlich wird Wethen dem Gebiet der Warburger Börde zugeordnet. Westlich und südlich des Ortes verläuft die Bundesautobahn 44. Wethen liegt unmittelbar an der Grenze zu Nordrhein-Westfalen. Die nächstgrößeren Städte sind Paderborn (ca. 40 km), Kassel (ca. 45 km), sowie Dortmund (ca. 100 km).

## Geschichte

### Ortsgeschichte
Die älteste bekannte schriftliche Erwähnung von Wethen erfolgte unter dem Namen Whetiun im Traditiones Corbeienses, einem Güterverzeichnis des Klosters Corvey, und wird in die Zeit 973–975 datiert.
Nach 980 gehörte der ganze Ort zum Kloster Corvey, später zum Bistum Mainz. Erst im 12. Jahrhundert wird von "Wethene" und einer "Burg zu Weten" berichtet. Mauerreste dieser alten Burg sind heute noch unter der heutigen Kirche vorhanden. Etwa um 1230 oder 1239 soll die Gründung erfolgt sein, als Gründer des Dorfes und Stifter der Kirche, vermutlich einer Kapelle, wird ein Ritter Udo von Wethen genannt. 1295 übernahmen die Grafen von Waldeck den Ort. Vorübergehend wurde Wethen von diesen an das Adelsgeschlecht Spiegel zum Desenberg verpfändet, darüber hinaus befand sich der Ort aber auch zeitweise im Besitz des Klosters Hardehausen. Ab Mitte des 13. Jahrhunderts war Wethen schließlich waldeckisch.
Anfang der 1980er Jahre war in Wethen der Bau einer Wiederaufbereitungsanlage für nukleare Brennstoffe geplant. Auf Grund von großen Protesten der Bevölkerung wurde die Wiederaufbereitungsanlage aber nie gebaut.
Hessische Gebietsreform (1970–1977)
Zum 31. Dezember 1970 wurde die bis dahin selbständige Gemeinde Wethen im Zuge der Gebietsreform in Hessen auf freiwilliger Basis in die Stadt Diemelstadt eingegliedert.
Für Wethen, wie für alle durch die Gebietsreform nach Diemelstadt eingegliederten Gemeinden, wurde ein Ortsbezirk mit Ortsbeirat und Ortsvorsteher nach der Hessischen Gemeindeordnung eingerichtet.

### Verwaltungsgeschichte im Überblick
Die folgende Liste zeigt die Staaten bzw. Herrschaftsgebiete und deren untergeordnete Verwaltungseinheiten, in denen Wethen lag:
- vor 1712: Heiliges Römisches Reich, Grafschaft Waldeck, Amt Rhoden
- ab 1712: Heiliges Römisches Reich, Fürstentum Waldeck, Amt Rhoden
- ab 1807: Fürstentum Waldeck, Amt Rhoden
- ab 1815: Fürstentum Waldeck, Oberamt der Diemel (Sitz in Arolsen)
- ab 1816: Fürstentum Waldeck, Oberjustizamt der Diemel (Sitz in Rhoden)
- ab 1850: Fürstentum Waldeck-Pyrmont (seit 1849), Kreis der Twiste (Sitz bis 1857 in Mengeringhausen, dann in Arolsen)[Anm. 1]
- ab 1867: Fürstentum Waldeck-Pyrmont (Akzessionsvertrag mit Preußen), Kreis der Twiste
- ab 1871: Deutsches Reich, Fürstentum Waldeck-Pyrmont, Kreis der Twiste
- ab 1919: Deutsches Reich, Freistaat Waldeck-Pyrmont, Kreis der Twiste
- ab 1929: Deutsches Reich, Freistaat Preußen, Provinz Hessen-Nassau, Regierungsbezirk Kassel, Kreis der Twiste
- ab 1942: Deutsches Reich, Freistaat Preußen, Provinz Hessen-Nassau, Regierungsbezirk Kassel, Landkreis Waldeck
- ab 1944: Deutsches Reich, Freistaat Preußen, Provinz Kurhessen, Regierungsbezirk Kassel, Landkreis Waldeck
- ab 1945: Amerikanische Besatzungszone, Groß-Hessen, Regierungsbezirk Kassel, Landkreis Waldeck
- ab 1946: Amerikanische Besatzungszone, Land Hessen, Regierungsbezirk Kassel, Landkreis Waldeck
- ab 1949: Bundesrepublik Deutschland, Land Hessen, Regierungsbezirk Kassel, Landkreis Waldeck
- ab 1971: Bundesrepublik Deutschland, Land Hessen, Regierungsbezirk Kassel, Landkreis Waldeck, Stadt Diemelstadt[Anm. 2]
- ab 1974: Bundesrepublik Deutschland, Land Hessen, Regierungsbezirk Kassel, Landkreis Waldeck-Frankenberg, Stadt Diemelstadt

### Bevölkerung
Einwohnerstruktur 2011
Nach den Erhebungen des Zensus 2011 lebten am Stichtag dem 9. Mai 2011 in Wethen 447 Einwohner. Darunter waren 12 (2,7 %) Ausländer.
Nach dem Lebensalter waren 84 Einwohner unter 18 Jahren, 156 waren zwischen 18 und 49, 93 zwischen 50 und 64 und 114 Einwohner waren älter.
Die Einwohner lebten in 192 Haushalten. Davon waren 57 Singlehaushalte, 39 Paare ohne Kinder und 69 Paare mit Kindern, sowie 18 Alleinerziehende und 6 Wohngemeinschaften. In 45 Haushalten lebten ausschließlich Senioren und in 108 Haushaltungen leben keine Senioren.
Einwohnerentwicklung
 Quelle: Historisches Ortslexikon
- 1541: 31 Häuser
- 1620: 41 Häuser
- 1650: 33 Häuser
- 1738: 50 Häuser
- 1770: 81 Häuser, 361 Einwohner

| Wethen: Einwohnerzahlen von 1770 bis 2020 | Wethen: Einwohnerzahlen von 1770 bis 2020 | Wethen: Einwohnerzahlen von 1770 bis 2020 | Wethen: Einwohnerzahlen von 1770 bis 2020 | Wethen: Einwohnerzahlen von 1770 bis 2020 |
| --- | ----------------------------------------- | ----------------------------------------- | ----------------------------------------- | ----------------------------------------- |
| Jahr |                                           |                                           |                                           | Einwohner                                 |
| 1770 | 1770                                      |                                           | 361                                       | 361                                       |
| 1800 | 1800                                      |                                           | ?                                         | ?                                         |
| 1834 | 1834                                      |                                           | 537                                       | 537                                       |
| 1840 | 1840                                      |                                           | 543                                       | 543                                       |
| 1846 | 1846                                      |                                           | 521                                       | 521                                       |
| 1852 | 1852                                      |                                           | 603                                       | 603                                       |
| 1858 | 1858                                      |                                           | 549                                       | 549                                       |
| 1864 | 1864                                      |                                           | 557                                       | 557                                       |
| 1871 | 1871                                      |                                           | 520                                       | 520                                       |
| 1875 | 1875                                      |                                           | 491                                       | 491                                       |
| 1885 | 1885                                      |                                           | 440                                       | 440                                       |
| 1895 | 1895                                      |                                           | 430                                       | 430                                       |
| 1905 | 1905                                      |                                           | 455                                       | 455                                       |
| 1910 | 1910                                      |                                           | 452                                       | 452                                       |
| 1925 | 1925                                      |                                           | 466                                       | 466                                       |
| 1939 | 1939                                      |                                           | 448                                       | 448                                       |
| 1946 | 1946                                      |                                           | 652                                       | 652                                       |
| 1950 | 1950                                      |                                           | 658                                       | 658                                       |
| 1956 | 1956                                      |                                           | 499                                       | 499                                       |
| 1961 | 1961                                      |                                           | 469                                       | 469                                       |
| 1967 | 1967                                      |                                           | 449                                       | 449                                       |
| 1980 | 1980                                      |                                           | ?                                         | ?                                         |
| 1990 | 1990                                      |                                           | ?                                         | ?                                         |
| 2000 | 2000                                      |                                           | ?                                         | ?                                         |
| 2011 | 2011                                      |                                           | 447                                       | 447                                       |
| 2020 | 2020                                      |                                           | 407                                       | 407                                       |
| Datenquelle: Historisches Gemeindeverzeichnis für Hessen: Die Bevölkerung der Gemeinden 1834 bis 1967. Wiesbaden: Hessisches Statistisches Landesamt, 1968. Weitere Quellen: LAGIS; Zensus 2011 |                                           |                                           |                                           |                                           |

Religionszugehörigkeit
| • 1885: | 428 evangelische (= 99,53 %), zwei katholische (= 0,57 %) Einwohner |
| • 1961: | 428 evangelische (= 84,65 %), 63 katholische (= 13,43 %) Einwohner  |

## Sehenswürdigkeiten
- Evangelische Kirche (Wethen)
- Krypta
- Altes Rathaus

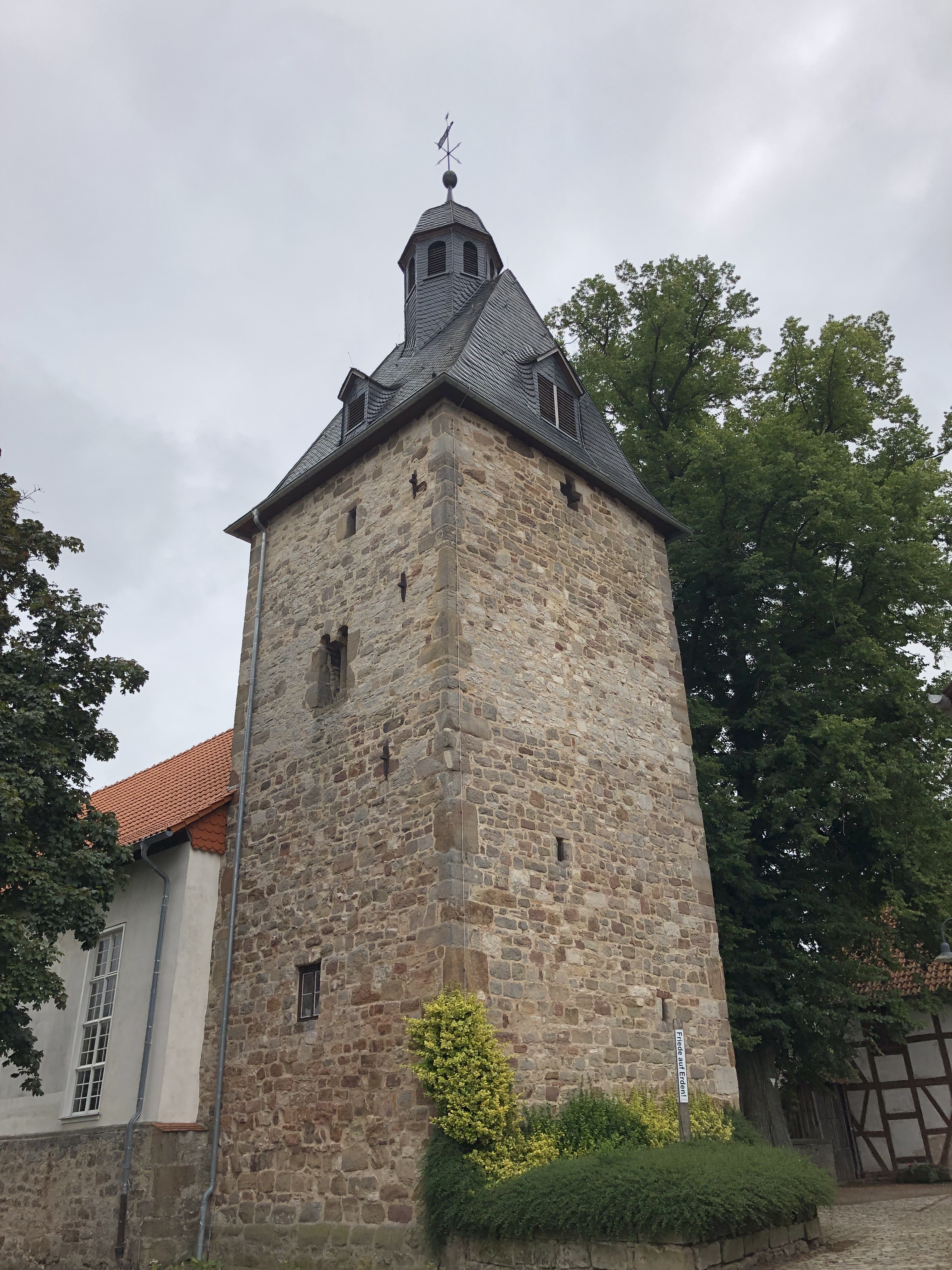
Evangelische Kirche Wethen

- Germanische Wallanlage auf dem Gaulskopf
- Reste der Ossenburg nordwestlich des Ortes gelegen

## Infrastruktur
- Zwischen Wethen und Ossendorf liegt das Segelfluggelände Warburg-Am Heinberg.

## Söhne und Töchter des Ortes
- Wilhelm Krantz (1791–1844), deutscher Gutsbesitzer, Richter und Politiker
- Theodor Beinhauer (1853–1912), Gutsbesitzer und Politiker
- Wilhelm Diedrich (1925–1986), Maler